# Marsupilami

Marsupilami.

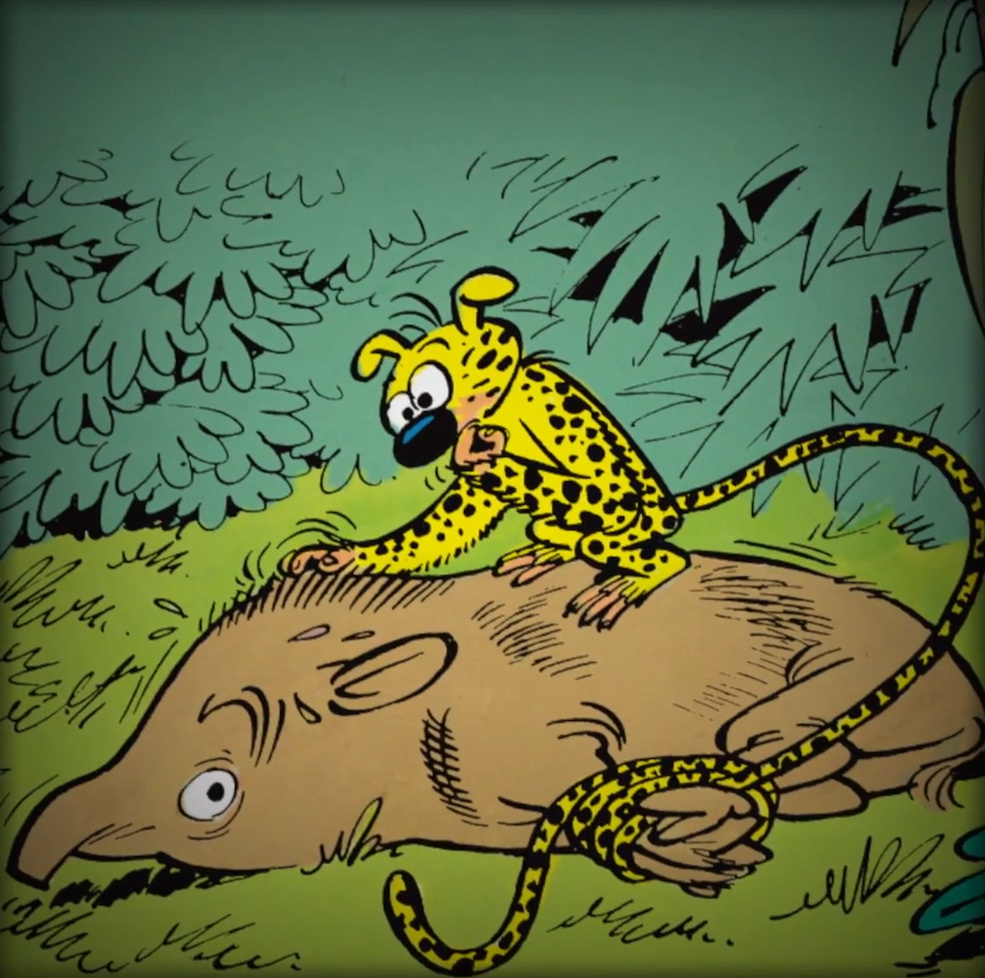
Marsupilami vlooit een tapir.

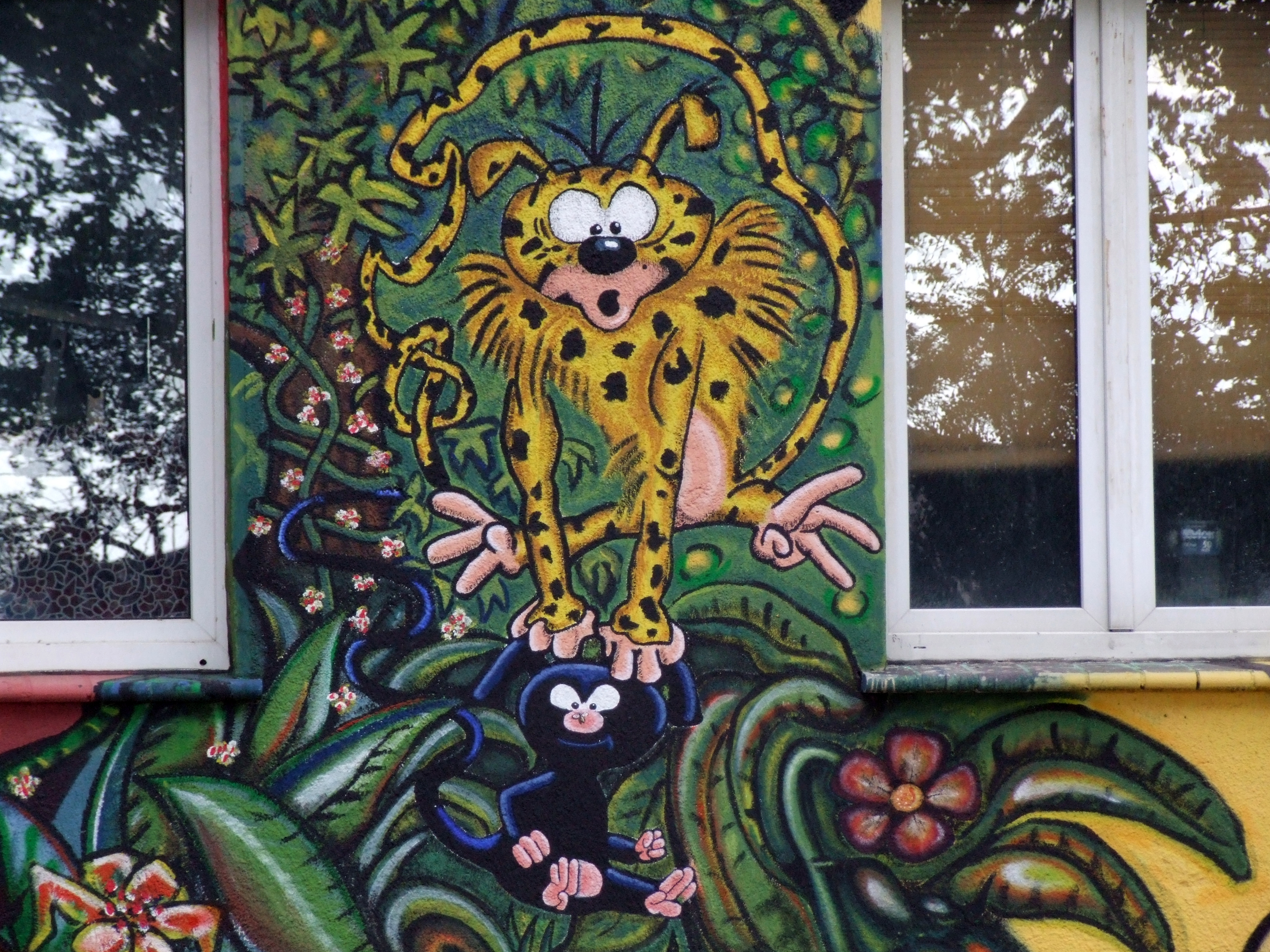
Marsupilami als muurtekening in de Kiefernstraße in Düsseldorf

De Marsupilami (Marsupilamus Fantasii of Marsupilami franquini) is een fictief dier uit de gelijknamige stripreeks en origineel uit de reeks Robbedoes en Kwabbernoot van André Franquin. Daarnaast speelde het personage mee in meerdere animatieseries. Het dier heeft geen eigen naam, hij wordt aangesproken met Marsupilami.
De strips over het personage zijn in meerdere talen vertaald, waaronder Nederlands, Duits, Engels en Spaans.

## Geschiedenis
De Marsupilami verscheen voor het eerst in 1952 in Robbedoes en de erfgenamen, een verhaal uit de Robbedoes en Kwabbernoot-reeks.  Robbedoes en Kwabbernoot vinden het dier tijdens hun reis in Palombië (een fictief land in Zuid-Amerika) en nemen het vervolgens mee naar Europa. Het idee voor de lange, behendige staart van de Marsupilami kwam uit Franquins herinnering. Toen hij eind jaren 40 bij Jijé in Waterloo woonde, namen hij, Morris en Will geregeld de tram tussen Waterloo en Brussel. Daar viel de conducteur hen op: hij had heel wat taken, zoals kaartjes knippen, de deuren bedienen en het vertreksein geven. De kameraden bedachten toen dat een behendige staart hem van pas kon komen, waarna ze de rest van de rit fantaseerden wat de man er nog meer mee zou kunnen doen.
Het personage bleek een succes, en zodoende werd Marsupilami een vast personage binnen de stripreeks. Toen Franquin stopte met Robbedoes en Kwabbernoot, behield hij de auteursrechten op de Marsupilami. In het eerste album van zijn opvolger Fournier, De goudmaker, tekende Franquin het dier nog, maar daarna verdween het uit de reeks. Franquin wilde het dier namelijk zelf nog gebruiken voor een eigen stripreeks. Het dier dook nog op in een aantal gags (waaronder met Roeltje) en illustraties en in de Spirou-bijlage Le Trombone illustré.
In de jaren 80 wilde uitgeverij Dupuis − geïnspireerd door het tekenfilmsucces van De Smurfen − proberen ook andere figuren van hun auteurs in tekenfilmvorm te gieten, met het oog op de Amerikaanse markt. Franquin werd pas ingelicht nadat al besloten was om dit te gaan doen met de Marsupilami. Hoewel hij er zelf maar weinig voor voelde om, net als zijn vriend Peyo, voortdurend waakzaam te moeten zijn over de geest van de personages in zo'n project, stemde hij toe. Hij stelde een team samen, met onder meer Will voor de decors, Marc Wasterlain voor de jungledieren en Didier Conrad voor diverse personages. Yann en Yvan Delporte maakten scenario's, waaronder een eerste versie van het latere stripverhaal Mars, de zwarte. De vrees van Franquin bleek gegrond: om de Amerikanen gunstig te stemmen, moest gesnoeid worden in de eigenheid. Een conflict tussen de Amerikaanse president Ronald Reagan en Nicaragua maakte het moeilijk om blanken als slechten af te schilderen in een Latijns-Amerikaanse omgeving, de Chahuta-indianen zouden beledigend kunnen overkomen en er werd gesuggereerd om de stippen en staart van het dier weg te halen om het vlotter te kunnen animeren. Een pilotaflevering van studio Marvel was volgens Delporte rampzalig. Van dit eerste tekenfilmproject kwam uiteindelijk niets terecht, een opluchting voor Franquin.
In 1987 verscheen uiteindelijk het eerste album van een aparte Marsupilami-reeks, die tot stand kwam na het onderbrengen van de rechten op het dier bij een nieuwe uitgeverij: Marsu Productions. In de reeks staat een Marsupilamigezin centraal: een koppel met drie kindjes. Het gaat volgens het album Sterrenhart om de broer van de Marsupilami uit de Robbedoes en Kwabbernoot-reeks. Franquin werkte mee aan de eerste albums, maar liet het tekenwerk meer en meer over aan tekenaar Batem. Na Franquins dood zette die de reeks voort. Voor de scenario's stonden onder meer Greg, Yann, Dugomier en Stephan Colman in.
In 2016 maakte de Marsupilami een eenmalig wederoptreden in Robbedoes en Kwabbernoot: in album 55, De Marsupilami is woest, van Yoann Chivard (Yoann) en Fabien Vehlmann (met een teaser in album 54). De auteurs wilden het personage aanvankelijk in twee albums laten meespelen, maar eigenaar Marsu Productions hield dat tegen.
Sinds 2021 wordt de reeks uitgegeven onder de naam van uitgeverij Dupuis, dat sinds 2013 eigenaar is van Marsu Productions.

## Beschrijving en levenswijze

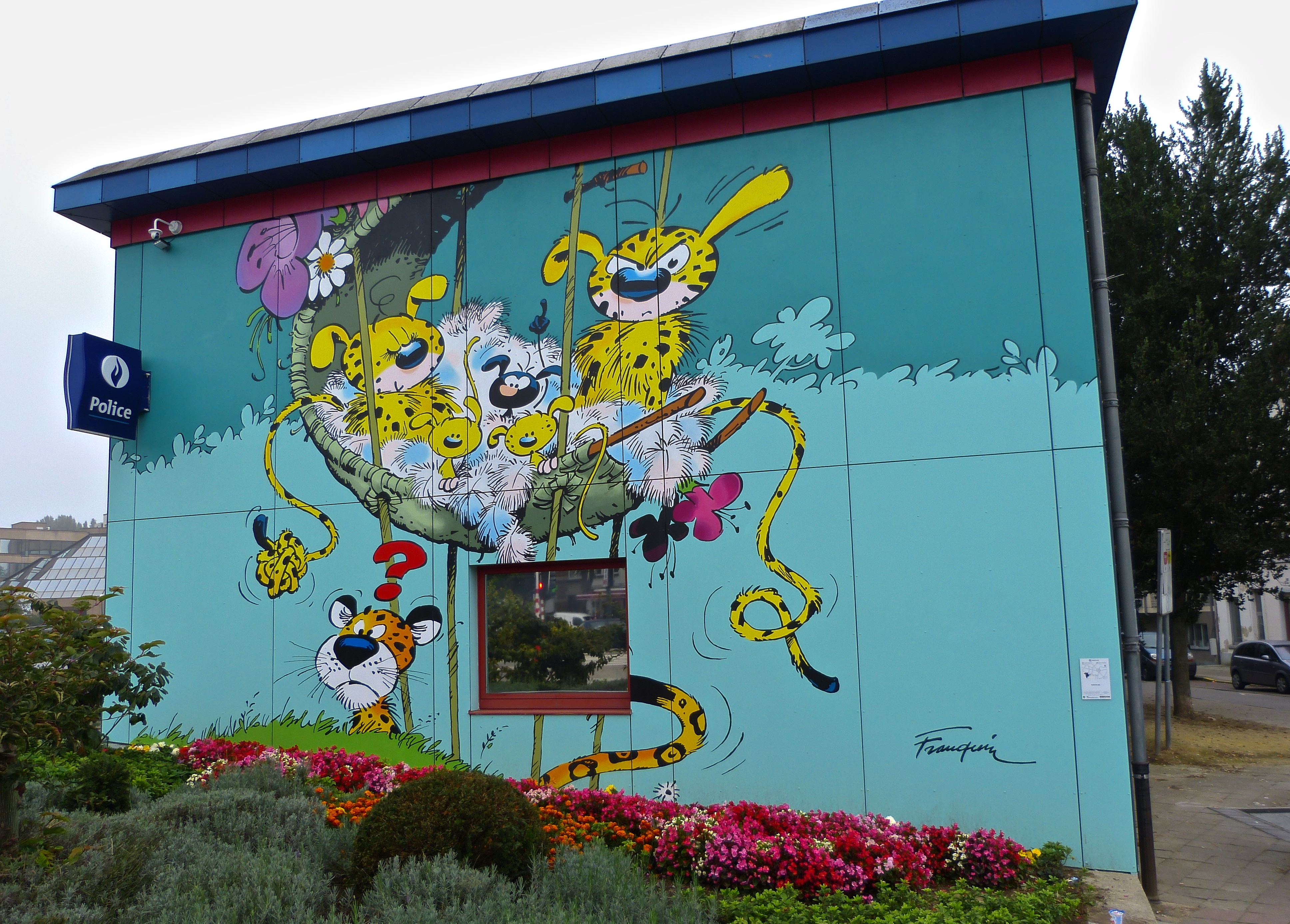
Stripmuur in Brussel

De Marsupilami is een zoolganger, een goede meter groot en voorzien van een zeer behendige staart van om en nabij de acht meter. Vrouwtjes (Marsupilamia) hebben een iets kortere staart en lopen op hun tenen. De Marsupilami is heel handig met zijn staart en gebruikt hem dan ook overal voor, om een vijand mee uit te schakelen, om zichzelf voort te bewegen enzovoorts. Het dier kan uitstekend zwemmen. Het leeft van fruit, noten, vlooien en de geduchte piranha's. Het is een eierleggend zoogdier en zijn peervormige eitjes komen terecht in een zeer ingenieus gevlochten nest vol veren.
Marsupilami's komen in verschillende kleuren voor. De bekendste kleurenvariant is geel met zwarte vlekken en volledig geel op de buik, maar ook geheel geel (pasgeboren jongen) of geheel zwart (melanisme) zijn mogelijke kleuren. In dat laatste geval is de grote neus van het dier niet zwart, maar roze.
De naam marsupilami is een porte-manteau van Marsupialia (buideldieren, al is het dier zelf geen buideldier), Pilou Pilou (de Franse naam van Eugene the Jeep uit de strips van Popeye, waar Franquin als kind fan van was), het Franse poil (vacht) en het Franse ami (vriend). "Marsupilami" is zowel de naam van de gehele soort, als van het individuele exemplaar dat centraal staat in de stripreeks.
De lengte, de vorm en de kleur van de Marsupilami zijn wat geïnspireerd op Eugene the Jeep.
De gebruikelijke "roep" van de Marsupilami is Hoeba hoeba, die van de Marsupilamia: Hoebi hoebi en van de kleine Marsupilami's: Bi bi bi. Marsupilami's kunnen ook spreken, maar dan enkel door na te zeggen wat mensen uitspreken. Dit idee kwam van Maurice Rosy. Franquin heeft er niet veel gebruik van gemaakt.
Een kwade Marsupilami kan een grote woede-uitbarsting krijgen waarbij zijn haren rechtop gaan staan en hij blijk geeft van een grootse kracht in staart en armen.
Bij hevige kou krijgen Marsupilami's een wintervacht.
De Marsupilami kent ook een vorm van cultuur. Zo zijn er vaste rituelen na de geboorte en bij het levenseinde van een Marsupilami.

## Ondersoorten

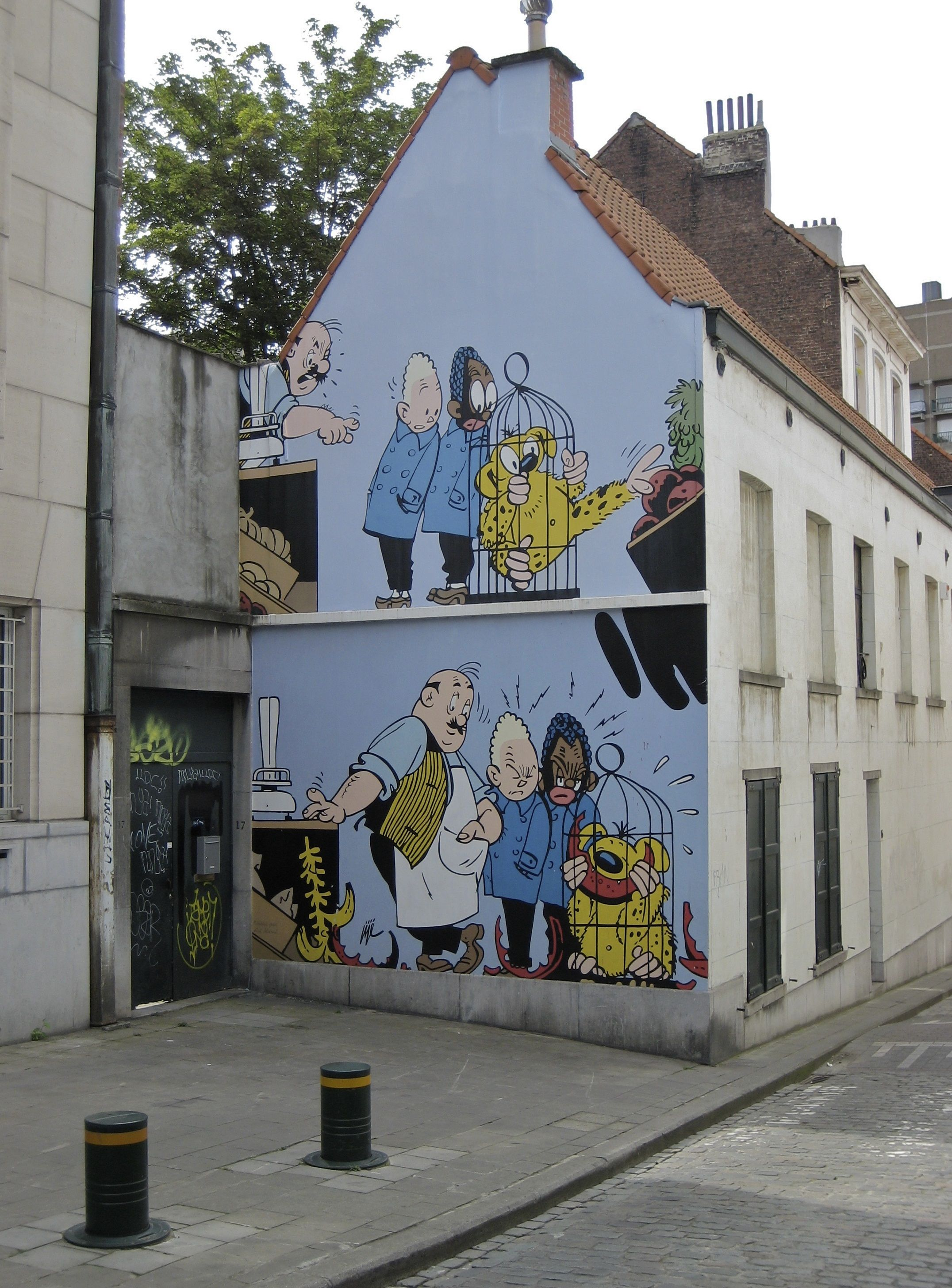
Stripmuur van Blondie en Blinkie met Marsupilami africanus

In het laatste album van Blondie en Blinkie voerde Jijé een parodie van de Marsupilami van Franquin op. Blondie en Blinkie moeten in dit verhaal een Marsupilami kopen voor impresario Romeo Camarones. Omdat Robbedoes zijn Marsupilami niet wil verkopen, reizen Blondie en Blinkie naar Afrika. Daar is een Marsupilami africanus ontdekt. In tegenstelling tot de Marsupilami franquini heeft deze Marsupilami geen staart. Het is een apathisch dier dat enkel aan eten denkt.
In het dertigste album van de Marsupilami-reeks, Raadselachtig Palombië, introduceerden Batem en scenarist Stéphan Colman andere ondersoorten van de Marsupilami. Ze toonden dat de bekende Marsupilami franquini "neven" heeft, die elk leven in een specifieke habitat in Palombië. De verschillende ondersoorten van Marsupilami:
- Marsupilami franquini, of Marsupilami van het regenwoud: de bekende ondersoort, die woont in het regenwoud van Palombië.
- Marsupilami van de savanne: een ondersoort die woont in het hoge gras van de savanne van Palombië. Deze ondersoort is schuwer dan zijn bekende neef en voelt zich onwennig buiten de beschutting van het hoge gras. Hij is niet gevlekt maar gestreept. Zoals een kameleon kan hij zijn kleur aanpassen aan zijn omgeving (al werkt dit systeem niet even goed bij alle individuen). Zijn roep luidt Hoefti hoef.
- Marsupilami van het hooggebergte: een ondersoort die hoog in de bergen van Palombië woont, in de eeuwige sneeuw. Hij heeft een dikke, bijna witte vacht waardoor hij dikker lijkt dan hij in werkelijkheid is. Zijn jongen kan hij verbergen in deze dikke vacht. Zijn roep luidt Hoepsi hoep.
- Aquatische Marsupilami: een ondersoort die enkel leeft in het meer Harum-Bayac op 4345 meter hoogte. Deze ondersoort lijkt fysiek erg op de Marsupilami franquini. Verschilpunten zijn de zwemvliezen tussen de vingers en tenen. Onder water is deze ondersoort fluorescerend. Deze eigenschap helpt bij het vangen van vissen in het duistere meer. Zijn roep luidt Hoebla bloe.
- Ondergrondse Marsupilami: een ondersoort die ondergronds leeft, in de rotswoestijn op de grens tussen Palombië en buurland Guarachi. Hij graaft ondergrondse gangen door zijn staart te gebruiken als drilboor. Deze ondersoort heeft een vaalbruine kleur en het uiteinde van zijn staart vertoont een geknobbelde verdikking. Zijn roep luidt Hoepa hoepate.

## Spin-off:Marsu Kids
Tussen 2011 en 2013 liep er een spin-off van de Marsupilami: Marsu Kids. Deze stripreeks werd getekend door Didier Conrad en geschreven door Conrad en zijn vrouw Sophie Commenge (Wilbur). In de reeks spelen kleine Marsupilami's de hoofdrol, maar het zijn andere dan in de gewone stripreeks. Na de overname van uitgeverij Marsu Productions door Dupuis werd besloten de reeks niet voort te zetten.

## Strips

### Robbedoes en Kwabbernoot-albums
1. Robbedoes en de erfgenamen (debuutalbum)
2. De roof van de Marsupilami
3. De dictator en de padde(n)stoel
4. Pas op, Kwabbernoot! (alleen in een kort verhaal aan het eind van het album)
5. Het schuilhol van het zeemonster
6. Het masker der stilte
7. De gorilla heeft het gedaan
8. Het nest van de Marsupilami's
9. De bezoeker uit de oertijd
10. De gevangene van Boeddha
11. "Z" van Zwendel
12. De schaduw van "Z"
13. Robbedoes en de bobbelmannen
14. QRN op Bretzelburg
15. Hommeles in Rommelgem
16. De goudmaker
17. Tembo Taboe (en nog andere fratsen van de Marsupilami)
18. Een piccolo in Sniper Alley (alleen op 1 plaatje aan het einde van het verhaal)
19. De Marsupilami is woest

### Marsupilami-albums
1. Vang 'ns een Marsupilami!
2. De staart van de Marsupilami
3. De bamboe-baby
4. Mars, de zwarte
5. Stuifmeel op de Monte Urticando
6. Baby Prinz
7. Fordlandia
8. Het goud van Boavista
9. De tempel van Boavista
10. De vlinderjagers
11. Herrie in Palombië
12. Hoeba Banana®
13. Gesjoemel in Jollywood
14. Het jaguardefilé
15. Het Godenkind
16. Wat is dit voor 'n circus?
17. Een nummer apart
18. De orchidee van de Chahuta's
19. Robinson Academy
20. Witte magie
21. Viva Palombia!
22. Red monster
23. Chiquito Paradiso
24. Een groene val
25. Operatie Attila
26. Op het spoor van de Marsupilami
27. Santa Calamidad
28. Sterrenhart
29. Biba
30. Kieldemoahl
31. Raadselachtig Palombië
32. Meneer Xin Yùn
33. Bienvenido a Bingo
34. Supermarsu
35. Marsu Club

### Houba gags
In 2022 verscheen in het Frans het album Houba gags, met daarin alle gags op één strook die in het begin van de jaren 2000 in een Zwitsers blad te lezen waren. De bundel verscheen ter ere van de 70ste verjaardag van het dier en bevat deze gags voor het eerst in kleur. In 2017 verscheen dezelfde inhoud in een luxe-editie met extra's bij uitgever Black & White onder de titel Marsustrips. De oplage ervan beperkte zich tot 250 exemplaren.

### Marsupilami – kortverhalen
In 2020 verscheen één bundeling van kortverhalen van gastauteurs. In 2017 en 2018 verschenen daarvan in het Frans twee albums, de Nederlandse versie is hiervan een compilatie.

### Het beest
In 2020 verscheen het eerste deel van een gepland tweeluik over de Marsupilami door Frank Pé en Zidrou, getiteld Het beest. In 2023 verscheen het slot.

### Marsupilami door Flix
In 2022 verscheen het one-shot Marsupilami door Flix, een verhaal door de Duitse tekenaar Flix dat zich afspeelt in het Berlijn van 1931.

## El Diablo
In 2025 verscheen het one-shot El Diablo door Lewis Trondheim (scenario) en Alexis Nesme (tekeningen). Het speelt zich af ten tijde van de conquistadores met een Marsupilami die los staat van de oorspronkelijke verhalen.

## Bewerkingen

### Animatieseries
Er zijn behalve de stripreeks ook twee animatieseries over Marsupilami gemaakt.
In de jaren 90 maakte Walt Disney een tekenfilmserie rond de Marsupilami. In Vlaanderen was deze te zien in het televisieprogramma Disneyfestival op TV2. De reeks telde 23 afleveringen, en bevatte naast filmpjes over de Marsupilami ook filmpjes over andere personages, zoals de krab Sebastiaan uit De kleine zeemeermin. Disney bracht echter een hoop veranderingen aan in het personage. Zo kan de Marsupilami in deze tekenfilmreeks praten, terwijl hij in de strips enkel geluiden kan imiteren zoals een papegaai. Verder komt in de animatieserie een aantal nevenpersonages voor, waaronder de gorilla Maurice, die niet voorkomen in de originele stripreeks. Uitgever Marsu Productions vond dat de Marsupilami van Disney dan ook niet veel meer met de Marsupilami van Franquin gemeen had. Er volgde een proces wegens geschonden belangen. Marsu Productions won uiteindelijk.
In maart 2000 verscheen een tweede animatieserie, dit keer geproduceerd door Marsu Productions zelf in samenwerking met Marathon. Deze serie telt 52 afleveringen en is meer in overeenstemming met de stripreeks. In het eerste seizoen staan enkel de Marsupilami en zijn gezin (bestaande uit een vrouw en drie kinderen) centraal, maar vanaf het tweede seizoen doen ook enkele vaste menselijke personages hun intrede, waaronder de biologe Amanda en haar zoon Leo.

### Film
In 2012 kwam er een Franstalige film rond de Marsupilami in de bioscoop: Sur la piste du Marsupilami. De film is een mix van digitale animatie, voor de Marsupilami, en live-action, maar bewust niet in 3D. De opnames vonden plaats in Brussel. Regisseur is Alain Chabat. De hoofdrollen zijn weggelegd voor Jamel Debbouze en Alain Chabat zelf. De première was op 4 april 2012.

### Prentenboeken
In 2017 verscheen een prentenboek in het Frans gebaseerd op de Marsupilami-strips. Het boek werd getekend door Benjamin Chaud. Er verschenen nog twee vervolgen van dezelfde auteur. Het eerste boek verscheen ook in het Nederlands onder de titel Het nieuwe nest van de kleine Marsus.

## Culturele verwijzingen

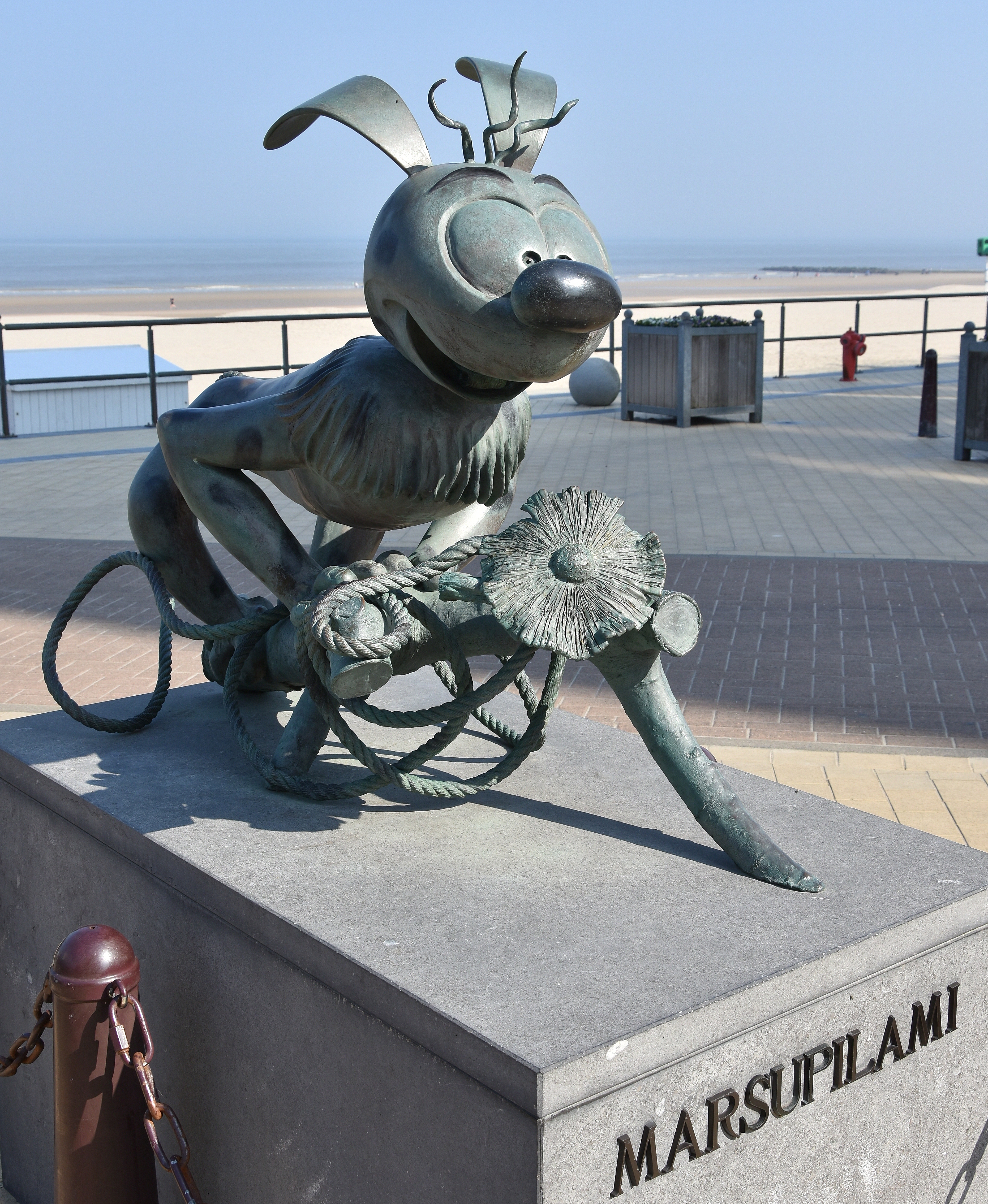
Standbeeld in Middelkerke

- De schlagerzanger Dennie Christian maakte met de Marsupilami en Guust Flater in 1978 het lied Wij zijn twee vrienden (Hoeba hoeba hop). Om dit lied te steunen en zijn figuren extra in de verf te zetten, bracht Dupuis een stripalbum op de markt met als titel Guust en de Marsupilami. Franquin was hier niet erg tevreden mee omdat zijn beide helden eigenlijk niets met elkaar te maken hebben. Van het lied kwam in 2013 een bewerkte versie van Christian met Het Feestteam.[17]
- Een wassen beeld van Marsupilami staat in het Musée Grévin, een wassenbeeldenmuseum in Parijs, samen met beelden van Kuifje en Asterix.
- Het plastiek in de Dr. Anton Philipszaal in Den Haag van kunstenares Marte Röling verwijst naar Marsupilami.
- Een standbeeld staat opgesteld in Charleroi, nabij het "Grand Hôpital", in het midden van een rotonde.
- Marsupilami staat afgebeeld op een postzegel die in 2003 in Frankrijk werd uitgebracht.
- Een muziekgroep Marsupilami bestond tussen 1969 en 1973.
- In 2013 werd een stripmuur van de Marsupilami onthuld in de Houba De Strooperlaan.[18]
- In 2005 werd een planetoïde met een diameter van circa 3 kilometer naar de Marsupilami genoemd.[19]
- Sinds 2009 staat er in Middelkerke een bronzen beeld van de Marsupilami, gemaakt door Josyane Vanhoutte.[20]
- Sinds 2000 is er een studentenhuis op de campus van Universiteit Twente genoemd naar de Marsupilami.[21]
- In het Asterix-verhaal De strijd van de stamhoofden worden exotische dieren vertoond, waaronder de marsupilamix.